# Прапор Бердянського району
Пра́пор Бердянського райо́ну затверджено рішенням №4 дев'ятої сесії Бердянської районної ради 24 скликання від 18 липня 2003 року. 

## Опис
Полотнище, із співвідношенням сторін (довжини до ширини) 1,4:1 з розташованими знизу до верху подовженими блакитною, жовтою, зеленою смугами у співвідношенні 45:10:45 частин відповідно. У центрі прапора розташований повний герб Бердянського району, виконаний у кольоровій гамі і висота його дорівнюється 40 частинам висоти прапора. 